# Norton Fitzwarren
Norton Fitzwarren è un villaggio con status di parrocchia civile nel Taunton Deane, in Inghilterra.